# Laura Wontorra

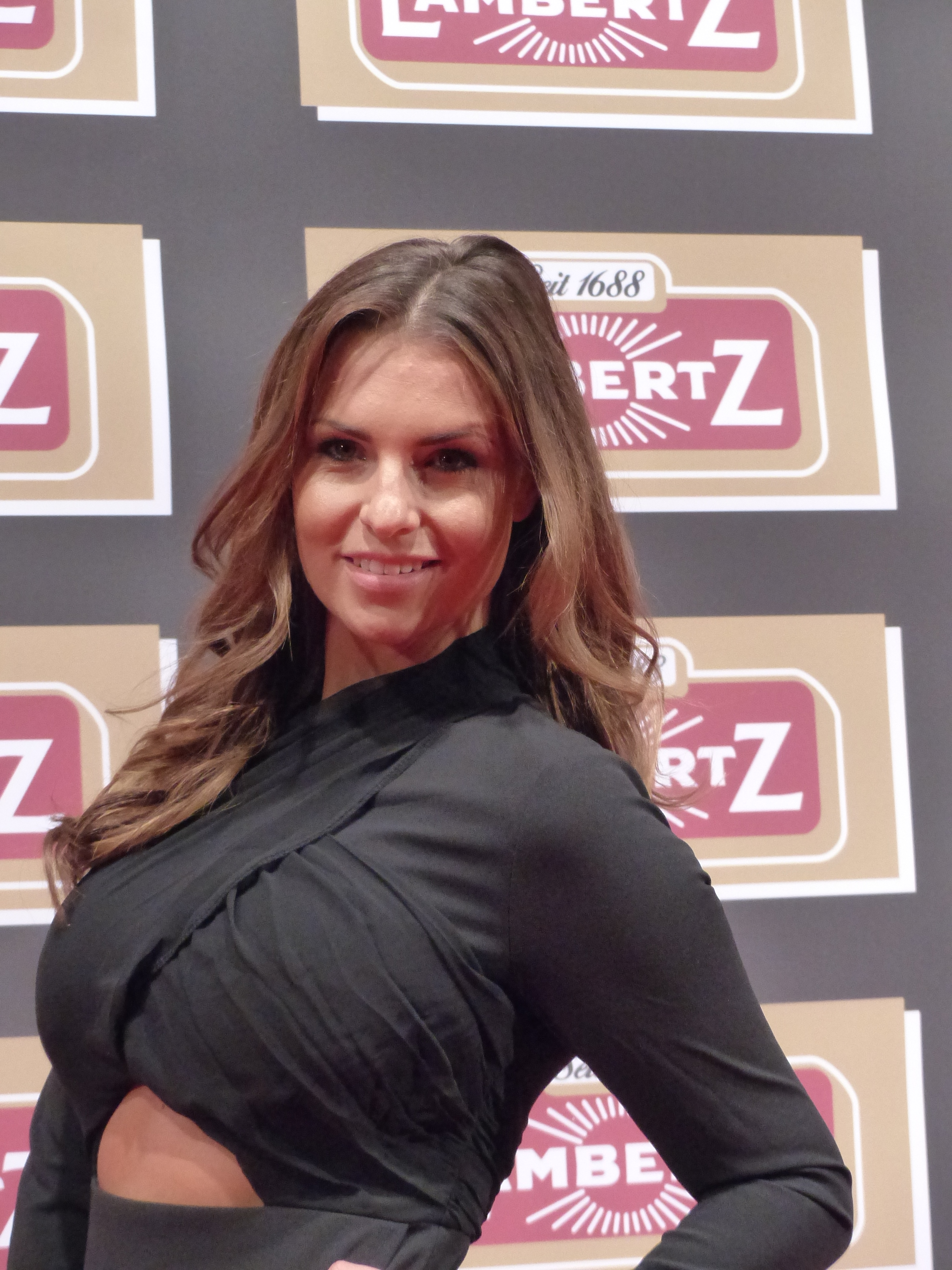
Laura Wontorra, 2016

Laura Wontorra (Bremen, 26 de fevereiro de 1989) é uma apresentadora de televisão alemã.

## Carreira
Após a escola estudou gerenciamento de mídia de outubro de 2008 a setembro de 2011, com concentração em relações públicas e comunicação, na Hochschule Macromedia em Colônia, Alemanha. Anteriormente fez em agosto um estágio no Deutsches Sport-Marketing GmbH. Seguiram-se depois estágios na J.B.K. TV-Production GmbH & Co. KG na área de jornalismo e no 1. FC Köln. Em seguida trabalhou por quase meio ano na área de imprensa e relações públicas da BMW. Depois de se formar em 2011 seguiu até março de 2013 como estagiária na Sky Deutschland. Além disso foi apresentadora e locutora, bem como repórter de campo; até junho de 2013 foi contratada pela Sky. Desde julho de 2013 é uma apresentadora e repórter de campo na Sport1.

## Vida
Filha do apresentador Jörg Wontorra e da redatora Ariane Wontorra, nascida Moschkau.